# 제11통신여단 및 웨스트미들랜즈 본부
제11통신여단 및 웨스트미들랜즈 본부(11th Signal Brigade and Headquarters West Midlands)는 영국 육군의 통신여단으로, 슈롭셔 텔포드 도밍튼의 베닝 막사에 본부를 두고 있다.

## 역사
1967년, 리버풀에서 제11통신단으로 창설되었다.
1982년 제11(ARRC)통신여단이 되었다가, 1997년에 "(ARRC)"가 부대 표제어에서 빠졌다.
2014년 11월, 제43(웨스트미들랜즈)여단과 병합되어 제11통신여단 및 웨스트미들랜즈 본부로서 도밍튼의 베닝 막사로 새로운 본부를 옮겼다.
2014년 4월 1일, 전력병무사령부에 전속하였다.
2019년, 전력병무사령부가 재편성된 제6(영국)사단으로 전속하였다.
2020년 8월, 제3(영국)사단으로 전속하였다.
2024년 11월, 해산하였다.

## 전투 서열

### 제11통신여단
- 제10통신연대 - 코샴 마실 힐 막사
  - 제81통신전대 - 코샴
- 육군 예비군
  - 왕립통신대 중앙자원병 본부 - 도밍튼 베닝 막사
  - 제32(스코티시)통신연대 (앱/데이터 지원), 글래스고 (제16통신연대와 짝지어짐)
  - 제39(스키너스)통신연대 (앱/데이터 지원), 브리스톨 (제22통신연대와 짝지어짐)
- 주남대서양섬 영국군(BFSAI)
- 제7통신단
  - 제1통신연대
  - 제2통신연대
  - 제15통신연대
  - 제21통신연대
  - 제37(웨일스앤드웨스턴)통신연대
  - 제71(시티오브런던)통신연대

### 제11통신여단 & 웨스트미들랜즈 본부 도닝턴
- 제7통신단 스테포드
  - 제1통신연대 - 스테포드
  - 제2통신연대 - 요크
  - 제3(영국)사단 본부 및 통신연대 - 불포드
  - 제16통신연대 - 스테포드
  - 제21통신연대 - 콜레른
- 제2통신단 도닝턴
  - 제10통신연대 코샴
  - 제15통신연대 (정보 체계) - 블랜드포드
  - 제32통신연대 (AR) - 글래스고
  - 제37통신연대 (AR) - 레디치
  - 제39통신연대 (AR) - 브리스톨
  - 제71요먼통신연대 (AR) - 벡슬리히스

- 제2통신연대
- 제14통신연대 (전자전)
- 제30통신연대
- 통합체계지원조직 (USSO)

### 웨스트미들랜즈 본부
- 본부 - 베닝 막사
- 예비군 및 사관후보생 협회
- 휠링튼 막사
  - 메르시안 연대
  - 국방의무근무훈련소
- 비콘 막사
  - 국방전자컴포넌트국
  - 웨스트미들랜즈 육군 모집팀
- 키네튼 막사
  - 육군탄약학교
  - 국방군수원
- 국방저장배급소 (북부) - MoD 도닝턴
- SAS 본부창 - 스털링 라인스
- 왕립통신대 군악대 - RAF 코스포드
- 민간긴급대응군
- 뉴니튼 기지 본부 - 게임쿡 막사
- 버밍험 대학 사관훈련대

### 행정관리
상위조직과 거리가 멀어서 웨스트미들랜즈 본부에서 행정관리하는 조직은 다음과 같다.
- 비콘 막사
  - 제7통신단의 제1통신연대
  - 제1통신여단의 제16통신연대
  - 제1통신여단의 제22통신연대
- 제1통신여단의 제30통신연대, 게임쿡 막사
- 제11보병여단의 왕립 아이리시 연대 제1대대, 클레이브 막사

## 기록

### 소속
1. 전력병무사령부; 2014년 4월 1일
2. 제6(영국)사단; 2019년
3. 제3(영국)사단; 2020년 8월

### 계보
- 1967년, 11th Signal Group→제11통신단
- 1982년, 11th (ARRC) Signal Brigade→제11(ARRC)통신여단
- 1997년, 11th Signal Brigade→제11통신여단
- 2014년 11월, 11th Signal Brigade and Headquarters West Midlands→제11자원통신여단 및 웨스트미들랜즈 본부

## 참고

### 자료
- Lord, Cliff; Watson, Graham (2014년 2월 24일). 《The Royal Corps of Signals: Unit Histories of the Corps (1920-2001) and its Antecedents》 (영어). Warwick: Helion and Company. ISBN 978-1874622925.